# Bruchus luteicornis
Bruchus luteicornis es una especie de escarabajo del género Bruchus, familia Chrysomelidae. Fue descrita científicamente por Illiger en 1794.
Habita en Francia, Alemania, Austria, Luxemburgo, Polonia, Italia, Países Bajos, Ucrania, Bélgica, Checa, España, Grecia, Hungría, Rumania, Rusia, Suecia y Turquía.